# Ghermănești, Telenești
Ghermănești  este un sat din cadrul comunei Suhuluceni în raionul Telenești, Republica Moldova.
Satul Ghermănești este o localitate in Raionul Telenești situata la latitudinea 47.4402 longitudinea 28.5172 si altitudinea de 77 metri fata de nivelul marii. Aceasta localitate este in administrarea s. Suhuluceni. Conform recensământului din anul 2004 populația este de 537 locuitori. Distanța directă până în or. Telenești este de 18 km. Distanța directă până în or. Chișinău este de 57 km.
Este o localitate situată într-o zonă de dealuri cu multe vii.

## Istorie
Satul Ghermănești a fost menționat documentar în anul 1437, cu numele Culișău:
„Din mila lui Dumnezeu, noi, Ilie voievod, domn al Țării Moldovei, și fratele domniei mele, Ștefan voievod. Facem cunoscut, cu aceasta carte a noastră, tuturor celor care o vor vedea sau o vor auzi citindu-se, ca acest adevărat boier al nostru credincios, pan Mihail de la Dorohoi, a slujit sfântrăposatului tatălui nostru cu dreapta și credincioasa slujbă, iar astăzi ne slujește nouă cu dreaptă și credincioasa slujbă. De aceea, noi, văzând dreapta și credincioasa lui slujbă către noi, l-am miluit cu deosebita noastră mila și i-am dat și i-am înnoit și i-am întărit satele lui și privilegiul pe care i i-a dat sfântrăposatul părintele nostru, anume: satul Chindinți, și satul lui Herțea, pe Prut, ... tot pe Răut, la capalul Stâncii, încă satele, pe Răut, unde este moara, încă satul, la Moiatinul de Jos, unde este Nichita, satul unde șed Grăbăuții, la capătul de sus al Culișăului, unde a șezut Radul, și încă seliștea unde este iazul, la Cornul Bagului, unde au șezut fiii lui Cosco, ... .

A scris Pașco, la Suceava, în anul 6945 <1437> decembrie 20 zile.”
Următoarea atestare documentară a localității datează din 1607, când răzeșii din partea locului vindeau părțile lor din sat cu loc de iazuri și de moară lui Dumitrache Chiriță mare postelnic cu 200 de taleri de argint.
În 1655 răzeșii din Ghermănești se judecă cu boierul Sava Săldariul ajungând în fața voievodului Gheorghe Stefan, care decide că fiecare țăran poate să-și ridice casele fie în partea de sus, fie în partea de jos a satului. După această dată în unele documente apar satele Ghermăneștii de Sus și Ghermăneștii de Jos.
Recensământul din vara anului 1774 a găsit în Ghermănești 19 case locuite și 3 case pustii. În 1803 numărul răzeșilor ajunge la 45. Satul avea 2 bisericuțe cu pereții împletiți din nuiele. După 1812, generalul Ivan Harting, guvernatorul Basarabiei stăpânea o moșie la Ghermănești. În 1870 la Ghermănești se atestă 59 de gospodării cu 293 de locuitori.